# 荒川横堤

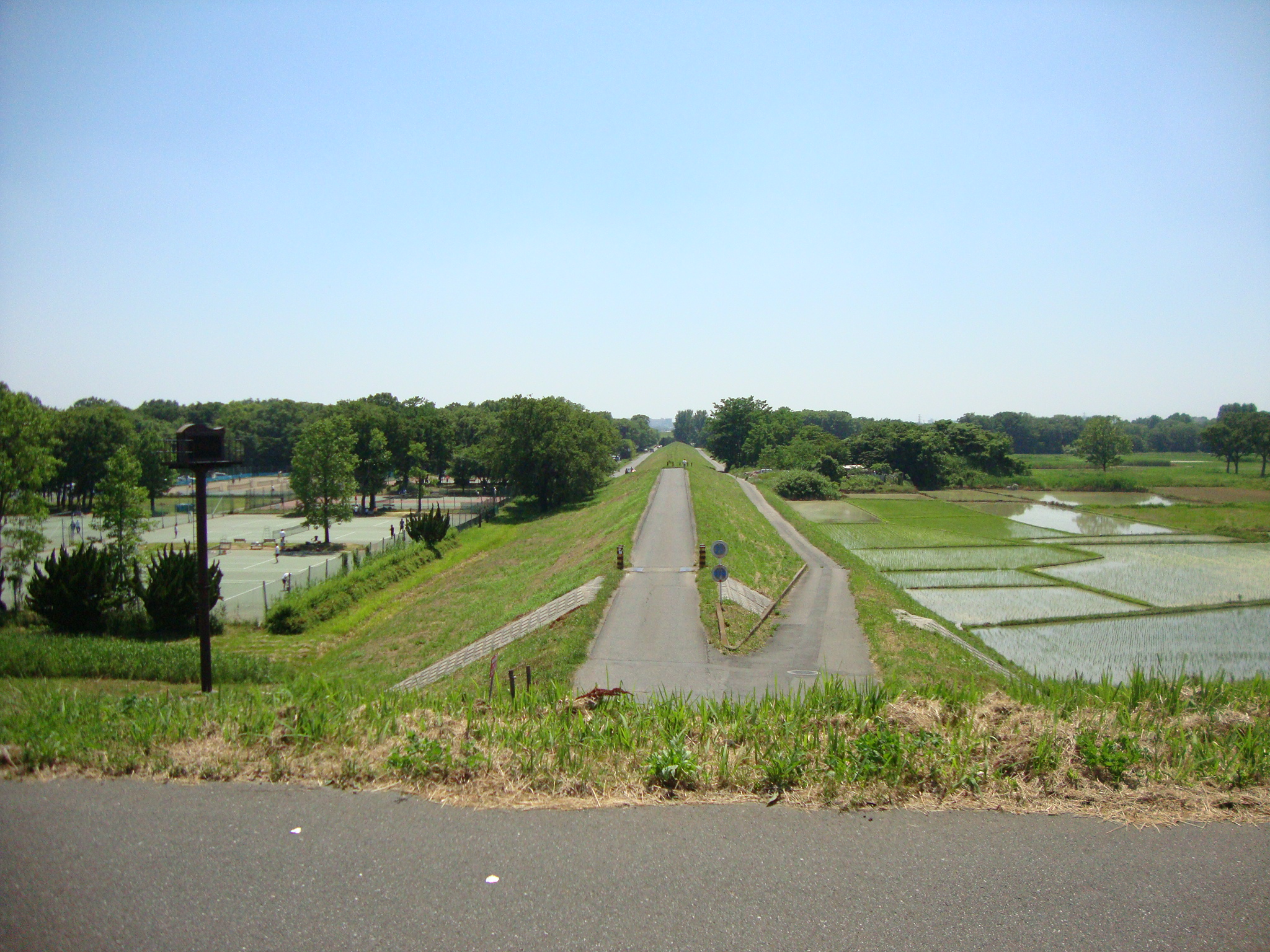
さいたま市桜区の横堤（土合第二横堤）

荒川横堤（あらかわよこてい）は、埼玉県の荒川周辺にある治水構造物（横堤）である。

## 概要
1910年（明治43年）8月に起きた明治43年の大水害や1913年（大正2年）-1914年（大正3年）の水害を機に抜本的な治水計画を樹立する。計画は荒川の上流部と下流部に分けられ、下流部では1911年に荒川放水路事業に着手（1930年竣工）、上流部の改修は下流部の進捗をみながら大正7年に着手された。上流部では低水路の屈曲を矯正して通水力を増大し、堤外に設けられた横堤と広い河川敷により遊水機能を高めるとともに農地を保護し、下流への流量調節に努めることが定められた。
横堤の特徴として、上記の遊水機能、流量調節の他、本堤に対して横方向に築かれた堤防が挙げられる。横方向に築かれた堤防は、猿尾堤やかつて旧熊谷堤に存在した万平出しがある。万平出しが築かれた当時は関東流の堤防であり、増水時には対岸の堤防決壊を引き起こし紛争の種であった。紀州流の高い連続堤防などを取り入れ、広い河川敷に横方向の堤防を設けることにより遊水機能と流量調節が実現された。これは本堤に対して横方向に築かれた堤防だけではできない荒川独特の治水施設である。
遊水機能がない本堤にほぼ直角に設けられている堤防を「突堤」と表記して横提と区別している本もある。
そのため2008年度、土木学会選奨土木遺産に選定された。
かつての入間川合流点以下の堤外地には雑木林があり、その雑木林が水害防備林の役割を担っていた。その雑木林は疎通を妨げ、滞留に大きな効果を示していた。この雑木林があることにより、堤防が決壊しづらくなり、横提の原型になったと考えられている。

## 横堤
27本の横堤（右岸側13本、左岸側14本）が建設され、2017年現在25本の横堤が存続されている。開平橋より上流側は右岸側に造成され、それより下流側は主に左岸側に造成されている。横堤の位置は交通要路である県道と一致させたため橋梁の接続部分となっている横堤も少なくない。
上流側より記載
1. 右岸：北吉見横堤 - 糠田橋取付[7]。
1939年（昭和14年）3月1日着工、同年4月15日竣工、完成延長1100.00 m[14]
2. 右岸：東吉見第二横堤 - 御成橋取付[7]。
1933年（昭和8年）4月1日着工、同年7月15日竣工、完成延長1707.30 m[14]。
3. 右岸：東吉見第一横堤[7]
1934年（昭和9年）11月1日着工、翌年2月15日竣工、完成延長739.80 m[14][注釈 1]。
右岸本堤がカーブしているため、他の横提と比べ、本堤に対し下流側に向けて霞堤のように斜角が付けられている。右岸本堤は吉見領（現 吉見町）の囲堤を利用しており、囲堤下縁部では市野川に沿って築堤されているため、荒川の流路から遠ざかるよう右岸本堤はカーブしている。そのため他の横堤と比べ下流側に斜角が付くようになった。横堤と堤外地（下流側）は北本市に属している。
4. 右岸：八保第二横堤[7]
1934年（昭和9年）7月27日着工、同年8月31日竣工、完成延長71.50 m[14]。
5. 右岸：八保第一横堤 - 太郎右衛門橋取付[7]。
1934年（昭和9年）6月26日着工、同年10月15日竣工、完成延長200.30 m[14]。
6. 右岸：出丸第三横堤[7]
1934年（昭和9年）6月1日着工、同年8月22日竣工、完成延長176.80 m[14]。
この横堤は川島町に属している。
7. 右岸：出丸第二横堤[7] - 樋詰橋へのアクセス道路。
1932年（昭和7年）9月16日着工、1934年（昭和9年）2月9日竣工、完成延長961.80 m[14]。
8. 右岸：出丸第一横堤[7]
1935年（昭和10年）12月1日着工、翌年9月30日竣工、完成延長417.80 m[14]。
9. 右岸：植木第二横堤[7]
10. 右岸：植木第一横堤 - 開平橋取付[7]。
11. 左岸：指扇第二横堤
1951年（昭和26年）6月16日着工、同年9月30日竣工[15]、完成延長610.50 m。
12. 左岸：指扇第一横堤
1951年（昭和26年）6月16日着工、同年9月30日竣工[15]、完成延長504.90 m[14]。
13. 左岸：馬宮第三横堤 - 川越線荒川橋梁取付。
1934年（昭和9年）8月25日着工、翌年3月30日竣工[15][7][16][17][注釈 2]、完成延長560.80 m[14]。
14. 左岸：馬宮第二横堤
1929年（昭和4年）11月13日着工、1934年（昭和9年）3月31日竣工[15]、完成延長351.25 m[14]。
15. 左岸：馬宮第一横堤 - 治水橋取付[7]。
1929年（昭和4年）11月13日着工、1934年（昭和9年）3月31日竣工[15]、完成延長842.75 m[14]。工事の中断期間を有する[11]。
かつてこの位置には水害防備林があった[9]。
16. 左岸：植水横堤
1929年（昭和4年）11月13日着工、1934年（昭和9年）3月31日竣工[15]、完成延長848.25 m[14]。
17. 左岸：大久保第三横堤[7]
1929年（昭和4年）11月13日着工、1934年（昭和9年）3月31日竣工、完成延長585.70 m[14]。
かつてこの位置には水害防備林があった[9]。
18. 左岸：大久保第二横堤[7]
1929年（昭和4年）11月13日着工、1934年（昭和9年）3月31日竣工、完成延長503.75 m[14]。
19. 左岸：大久保第一横堤 - 羽根倉橋取付[7]。
1929年（昭和4年）11月13日着工、1934年（昭和9年）3月31日竣工、完成延長355.55 m[14]。
20. 右岸：南畑横堤 - 羽根倉橋取付[7]。
1929年（昭和4年）12月16日着工、1931年（昭和6年）1月31日竣工、完成延長371.25 m[14]。
21. 左岸：土合第二横堤
1929年（昭和4年）11月13日着工、1934年（昭和9年）3月31日竣工、完成延長634.75 m[14][18]。
22. 右岸：宗岡第二横堤[7]
1929年（昭和4年）12月16日着工、1931年（昭和6年）1月31日竣工、完成延長510.55 m[14]。
23. 左岸：土合第一横堤 - 秋ヶ瀬橋取付[7]。
1929年（昭和4年）11月13日着工、1934年（昭和9年）3月31日竣工[14][18]、完成延長584.05 m[14]。
24. （右岸：宗岡第一横堤）
1929年（昭和4年）12月16日着工、1931年（昭和6年）1月31日竣工、完成延長82.65 m[14]。
秋ヶ瀬橋の位置に築造された。旧秋ヶ瀬橋の取り付け道路として利用されていたが、秋ヶ瀬橋の新橋架橋時に撤去され現存しない。堤内には旧秋ヶ瀬橋の取り付け道路が現存している[19]。
25. 左岸：美谷本第三横堤[7]
1929年（昭和4年）11月13日着工、1934年（昭和9年）3月31日竣工、完成延長428.30 m[14]。
荒川彩湖公園の南側に現存しているが、先端部分は荒川第一調節池（彩湖）にかかるため削られている[20]。さいたま市と戸田市の境界になっている。
26. 左岸：美谷本第二横堤[7]
1929年（昭和4年）11月13日着工、1934年（昭和9年）3月31日竣工、完成延長612.25 m[14]。
彩湖道満グリーンパークの北側に現存しているが、先端部分は彩湖にかかるため削られている[21]。
27. （左岸：美谷本第一横堤）
1929年（昭和4年）11月13日着工、1934年（昭和9年）3月31日竣工、完成延長963.75 m[14]。
横堤下流側に荒川水循環センターが建設され外周が本堤と接続したため、横堤ではなくなった[22]。1992年、元横堤上に幸魂大橋、戸田西ICが建築されている。